# رشید غنیمی
رشید غنیمی (انگلیسی: Rachid Ghanimi؛ زادهٔ ۲۵ آوریل ۲۰۰۱) بازیکن فوتبال است که در حال حاضر برای باشگاه فوتبال الفتح بازی می‌کند. 
وی همچنین در تیم‌های ملی فوتبال مراکش و زیر ۲۳ سال مراکش عضویت داشته است.